# Hrušica, Jesenice
Hrušica este o localitate din comuna Jesenice, Slovenia, cu o populație de 1.843 de locuitori.